# Betsy Gude
Louise Betsy Gude Agnus (auch Betsy Scholz; * 19. September 1887 in Berlin, Deutsches Reich; † 7. Mai 1979 in Oslo, Norwegen) war eine norwegische Malerin und Illustratorin.

## Familie
Gudes Eltern waren der deutsche Maler Richard Scholz (1860–1939) und die norwegische Zeichnerin und Illustratorin Agnes Charlotte Gude (1863–1929). Sie hatte zwei Geschwister. Die Eltern ließen sich 1895 scheiden. Ihre Großväter waren der Dirigent und Komponist Bernhard Scholz (1835–1916) und der Maler Hands Gude (1825–1903). Die Familie Scholz stammte aus Schlesien, die Familie Gude aus Rendsburg. Der Maler Nils Gude (1859–1908) war ein Onkel, die Malerin Sigrid Gude, verheiratet mit dem Bildhauer Otto Lessing (1846–1912), eine Tante. Ihre Kusinen Ingeborg Gude und Betsy Schirmer waren gleichfalls künstlerisch tätig.

## Wirken
Betsy Scholz besuchte die Exeter High School in Exeter. Im Alter von elf Jahren sandte sie einige ihrer Zeichnungen ein, woraufhin sie 1889 den Lord-Leighton-Preis und eine ehrenvolle Erwähnung aus der Hand von George Frederic Watts erhielt. Sechs Jahre später illustrierte sie ein Buch mit Kinderliedern. Der Maler und Journalist Christian Krohg besprach 1905 ihr Debüt in Verdens Gang. Sie studierte drei Wintersemester an der Académie Colarossi in Paris und sechs Jahre an der Byam Shaw School of Art, wo sie verschiedene Stipendien erhielt. In den Jahren 1915–1916 stellte Gude an der Royal Academy of Arts in London und 1922 und 1926 in Oslo aus. In den 1930er und 1940er Jahren malte sie mehrere Gemälde der Osloer Kathedrale und des alten Kapelle-Gartens. Zwei Porträts von Dwight D. Eisenhower, die sie 1951/1952 angefertigt hatte, gingen nach Amerika. Das erste bekam er selber, das zweite hatte sie dem Roten Kreuz geschenkt. Ihren 75. Geburtstag verbrachte sie malend in ihrem Arbeitszimmer in Oslo.
In ihrer Jugend spezialisierte sich Gude auf Aquarelle und Karikaturen, später malte sie hauptsächlich Porträts und Landschaften, letztere unter dem klaren Einfluss ihres Großvaters Hans Gude.

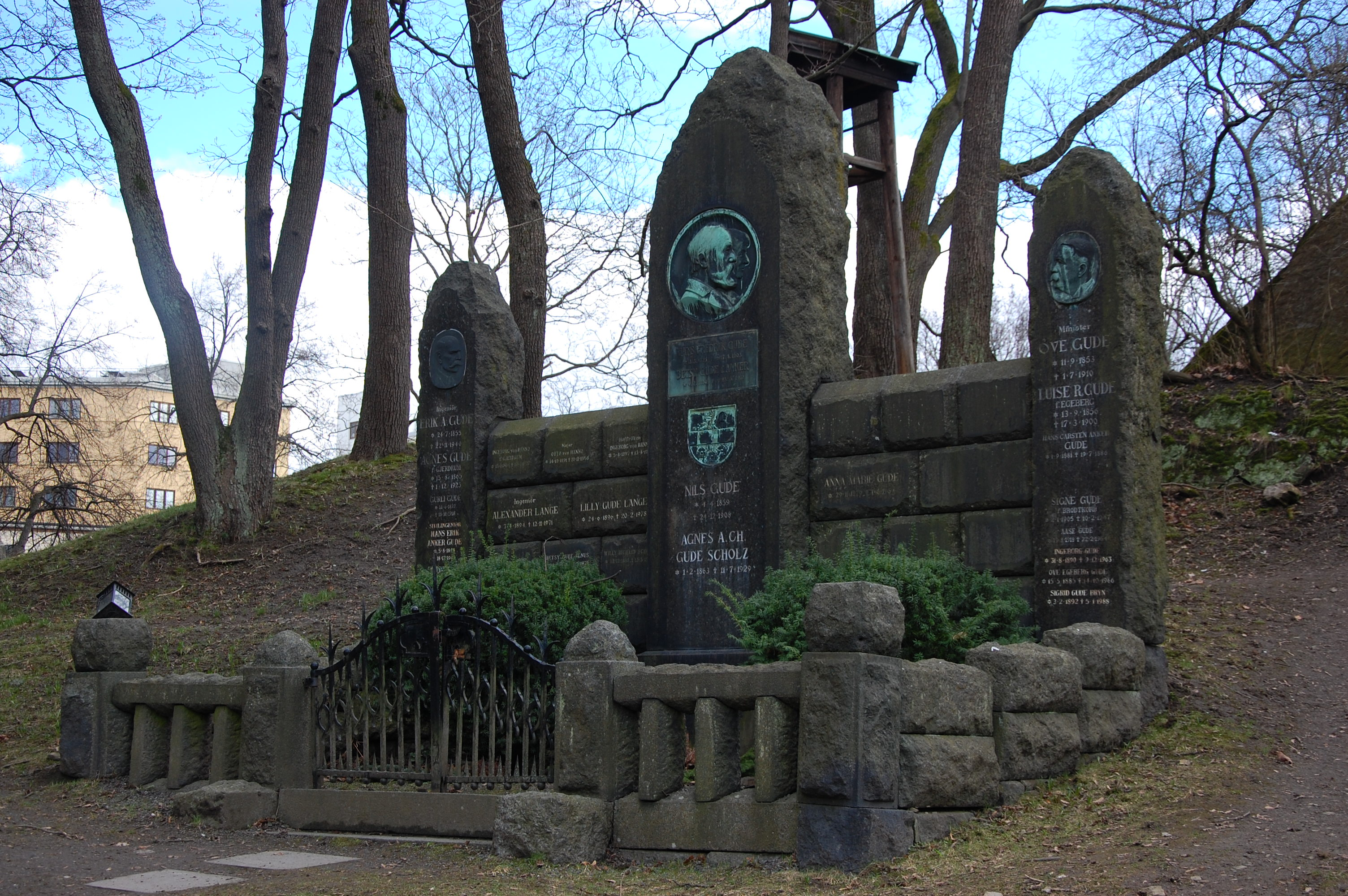
Familiengrab von Hans Fredrik Gude und seinen Nachkommen

Betsy Gude, verheiratete Agnus, starb am 7. Mai 1979 in Oslo. Sie wurde, wie ihr Bruder Willy Richard Scholz, im Familiengrab ihres Großvaters im Ehrenhain von Vår Frelsers Gravlund beigesetzt.

## Publikation
- als Betsy Scholz: Norske Barnesange. Jacob Dybwad, Christiania 1904 (Illustrationen).